# 捷地减河
捷地减河，位于中华人民共和国华北地区东南部，是漳卫南运河右岸的人工分洪河道，最初开挖于明弘治三年（1490年），之后经多次修整疏浚，形成现在规模。捷地减河起自河北省沧县捷地回族乡南运河右岸捷地分洪闸，蜿蜒向东北流经汪家铺乡、风化店乡、李天木回族乡、黄骅市官庄乡、吕桥镇等地，之后流经河北省与天津市交界地区，于黄骅市南排河镇歧口村西北转东南流，通过高尘头挡潮闸注入渤海。河长85千米。